# Divine (film, 1975)
Pour les articles homonymes, voir Divine.
Pour plus de détails, voir Fiche technique et Distribution.
Divine est un film musical français réalisé par Dominique Delouche, sorti en 1975.

## Synopsis
Olivier, un jeune homme, tombe amoureux de Marion Renoir, vedette du théâtre et star de l'écran, au désespoir de sa fiancée Antonia. Cette dernière va trouver la comédienne et lui demande d'inventer un stratagème pour l'aider à reconquérir le cœur de son amoureux. L'actrice se prend au jeu et s'aventure dans une intrigue où se confondent dangereusement simulation et sincérité. Au point de se brûler les ailes, ce qui, au finale du film lui fait chanter : "C'est la chanson des amants / Des amants à contretemps..".

## Fiche technique
- Titre : Divine
- Réalisation : Dominique Delouche
- Scénario, dialogues et paroles des chansons : Jean-Pierre Ferrière
- Scripte : Kathleen Fonmarty
- Assistants-réalisateurs : 1) Ulysse Laugier / Luc Jélodin, Philippe Dorelli, Serge Azoulay
- Directeur de la photographie et cadreur : Yves Lafaye
- Assistant opérateur :  Jean-Paul Jarry
- Chef électricien : Jean-Pierre Babosville
- Photographe de plateau : Raymond Voinquel
- Chef machiniste : René Pequignot
- Montage : Maryse Siclier, Catherine Deiller, assistées de Christine Priester et Emmanuelle Lalande
- Conception des décors et des costumes : Dominique Delouche
- Décorateur de plateau : Olivier-Laurent Girard
- Chef accessoiriste : Claude Chevant
- Conseiller aux costumes : Mario Franceschi
- Habilleuse : Paulette Avare
- Fourrures : Jenny Clenn
- Vivoir de Marion créé par Gilles Saint-Gilles
- Tableaux et paravents de la loge de Marion créés par : Rebe
- Musique : Jean Claudric et Bernard Lelou (éditions musicales France Mélodie)
- Son : Dominique Jugie, Guy Odet
- Chorégraphe : Norbert Schmucki
- Coiffures et perruques : Carl Moisant
- Maquillage : Jean-Paul Thomas (maison Innoxa)
- Producteur et directeur de production : Bernard Lorain
- Régisseur général : Roger Plaisance, assisté de Gilles Cazeneuve
- Effets optiques : Euro-Titres
- Matériel caméra : Panavision
- Société de production : Les Films du Buisson ; Office de radiodiffusion télévision française (ORTF)
- Sociétés de distribution : Framo Diffusion (cinéma), Doriane Films (DVD)
- Pays d'origine :  France
- Tournage : à Paris, et plus particulièrement au Théâtre de l'Atelier (théâtre où joue Marion) et sur le parvis de la Basilique du Sacré-Cœur de Montmartre (ballet final)
- Format : couleur - Son : mono - 35 mm
- Genre : comédie musicale
- Durée : 86 minutes (1 h 26) (DVD : 80 minutes 27 secondes)
- Visa d'exploitation : N° 43298 (tous publics)
- Dates de sortie : 
  - France : 10 juin 1975 (au cinéma) et le 22 février 2010 (en DVD)

## Distribution
- Danielle Darrieux : Marion Renoir, une célèbre comédienne
- Jean Le Poulain : Bobovitch, son imprésario
- Martine Couture : Antonia, la fiancée d'Olivier
- Richard Fontana : Olivier Chalon, un jeune homme qui s'est pris de passion pour Marion depuis qu'il l'a vue à l'écran
- Georgette Plana : Gigi, la gouvernante de Marion
- Candy : Agnès
- Raymond Gérôme : le garçon de café
- Dominique Leverd : l'acteur qui joue Ruy Blas avec Marion
- Christine Boisson